# Други истарски партизански одред
Други истарски партизански одред „Пулски“ је био партизанска јединица у саставу Народноослободилачке војске и партизанских одреда Југославије током Другог светског рата у Југославији.

## Историјат
Други НОП одред „Пулски“ формиран је крајем септембра 1943, али је и он разбијен у октобарској офанзиви. Поновно је фомииран 11. априла 1944. од јединица 1. истарског партизанског батаљона. Тада је имао три батаљона (од којих један италијански), једну самосталну чету, десетину диверзаната, с укупно 455 бораца. У немачком нападу на партизанске јединице у Истри крајем априла 1944, избегавајући борбе с надмоћнијим непријатељем, Одред се уз помоћ народа одржао без већих губитака на подручју Барбан, Жмињ, Пореч. За попуну 1. истарске бригаде Одред је средином маја упутио 212 бораца, а 11. јуна и италијански батаљон Пина Будицин. Тада су у његовом саставу остала два батаљона, Змињска и једна италијанска самостална чета, укупно 263 борца. У периоду јун—август, јединице овог одреда извеле су неколико успешних акција: уништиле су или заробиле непријатељске посаде у селу Ливадама (28. јуна), Светвинченту (3. јула), Каројби (5. јула); извршиле више диверзија на прузи између Канфанара и Светог Петра у Шуми и др. После реорганизације 29. августа у Одреду је остао свега један батаљон са 150 борам, који је дејствовао у саставу 2. истарске бригаде, као њен 5. батаљон. У октобру је Одред преформиран, стављен под команду Оперативног штаба и дејствовао је у Истри од марта 1945, када је расформиран.